# American Staffordshire Terrier
American Staffordshire Terrier là một giống chó trong nhóm chó pit bull được lai tạo với giống chó sục có nguồn gốc từ Hoa Kỳ. Là giống chó lông ngắn, có trọng lượng trung bình. Với thân hình nhìn rất lực lưỡng với nhiều cơ bắp phù hợp với tính cách chiến đấu. Tính tình thông minh nhưng lì lợm và khó dạy, rất trung thành với chủ nhưng có thể hung dữ với người lạ và chó khác, được xếp vào nhóm những giống chó hung dữ. Chó sục Pit bull Mỹ đòi hỏi người nuôi phải hiểu rõ giống chó này và có kinh nghiệm nuôi dạy chó dữ.

## Tổng quan

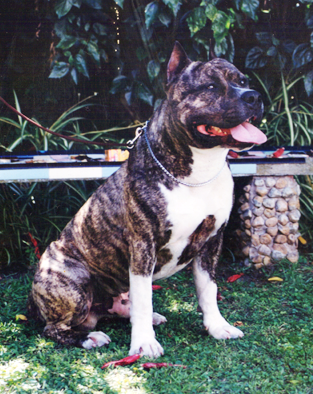
American Staffordshire Terrier

Hiện nay có ba giống chó nhìn khá giống nhau, đó là American Staffordshire Terrier, American Pit Bull Terrier, và Staffordshire Bull Terrier. Vậy để tìm hiểu lịch sử của American Staffordshire Terrier, chúng cần tìm hiểu nguốn gốc của cả ba giống này. Vào thế kỷ 19 tại vùng Staffordshire của Anh quốc việc lai tạo giống chó Bull với nhiều loại chó sục terrier đã tạo nên giống chó lực lưỡng, tích cực và đầy tính chiến đấu chó sục Pit bull Mỹ. Được du nhập vào Mỹ, giống chó này được các nhà chọn giống đánh giá cao và quyết định chọn lọc theo hướng tăng chiều cao, cân nặng và kích thước ban đầu.
Hiện nay chúng được công nhận như một giống chó riêng biệt, có kích thước to và lớn hơn so với họ hàng chúng ở Anh. Sau khi các cuộc đấu chó bị cấm tại Mỹ vào năm 1900, giống chó này được chia làm 2 nhóm, nhóm chó triển lãm và nhóm chiến đấu. Nhóm triển lãm được gọi là American Staffordshire, nhóm chiến đấu gọi là American Pit Bull Terrier hay chó sục Pit bull Mỹ. Chúng chủ yếu được sử dụng trong việc canh giữ, bảo vệ, cảnh sát, và kéo vật nặng.

## Lịch sử
Vào khoảng thế kỷ 16, môn chó đấu với bò (bull baiting) thịnh hành ở Anh, và người ta dùng Chó Bun Anh cổ (Old English Bulldog) để đấu với bò khi mà những con Old English Bulldog ngày xưa khác xa với chó Bun (Bulldog) ngày nay và đã tuyệt giống. Cái tên Bulldog gắn liền với công việc chiến đấu của nó. Những con Old English Bulldog này rất khỏe nhưng không dai sức và chúng lại không biết đi săn, do đó vào khoảng thế kỷ 17 người ta lai nó với những giống chó săn ở Anh để tạo ra những con chó có sự can đảm và sức mạnh của Bulldog dùng để cắn và giữ thú dữ, và có sự dẻo dai, bền bỉ, khả năng đánh hơi lùng sục để đi săn. Sự lai tạo này tạo ra một nhóm chó mới với rất nhiều tên như: Bull và Terrier, Pit Dog, Pit Bull Terrier.

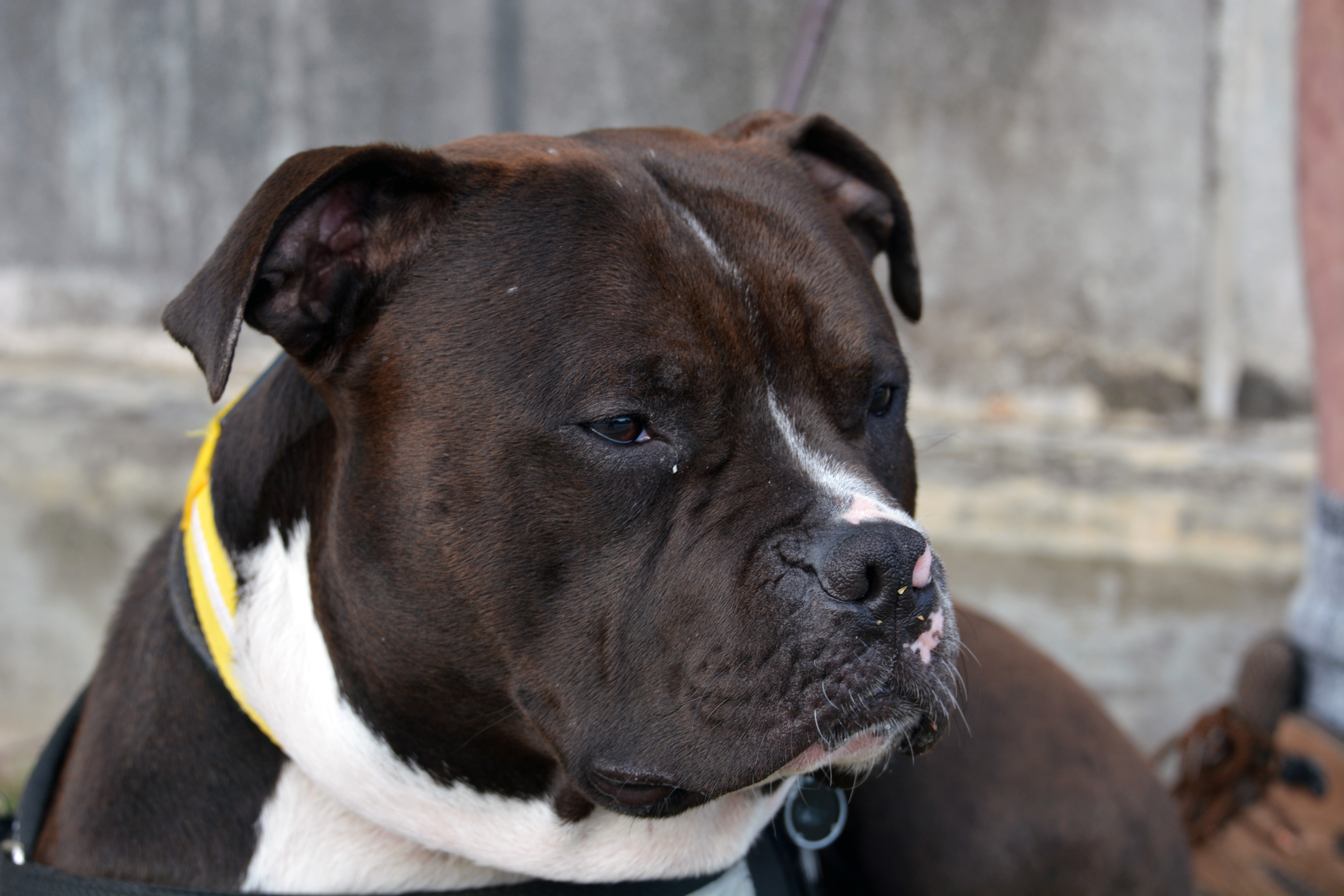
American Staffordshire Terrier

Nhóm chó Bull và Terrier vào lúc đó đã trở thành tổ tiên của 4 giống chó hiện nay gồm American Staffordshire Terrier, Pit Bull, Staffordshire Bull Terrier và Bull Terrier (chó sục Bun). Trong đó Bull and Terrier vào thời điểm đó cái tên này chỉ dùng để chỉ một nhóm chó lai phù hợp với công việc đấu với bò, đấu chó và đi săn, khác với những giống chó do cố tình lai tạo để tạo ra giống chó mới, nhóm chó Bull và Terrier là do sự lai tạo tự phát trong quần chúng, lại tạo với bất cứ con gì miễn có thể làm việc và có cái nhìn giống nhau thì gọi là Bull and Terrier. Chính vì vậy mà Bull và Terrier do Bulldog lai tạo, được lai với đa số là Chó sục Anh trắng (White English Terrier) và chó sục nâu đen (Black and Tan Terrier), không ngoại trừ tất cả các nhóm chó săn ở Anh, kể cả chó Ngao Anh (English Mastiff) và những giống chó khác cũng có phần tạo nên nhóm chó Bull and Terrier.
Sau khi lai Old Bulldog với những giống chó săn thì nhóm chó mới này chiến đấu rất giỏi và bền bỉ trên các sàn đấu chó, vì vậy một số lượng lớn của nhóm Bull và Terrier được nhân giống cho mục đích đấu chó. Sau khi luật cấm đấu chó và các động vật khác ở Anh ban hành vào năm 1835, những môn như chó đấu với bò quá cồng kềnh không thể đấu lén lút được, nhưng đấu chó thì dễ hơn, vì vậy những con chó đấu vẫn tiếp tục ra đời. Những con Bull và Terrier theo chân người Anh tới Mỹ vào thế kỷ 19, lúc đó cũng chỉ là một nhóm chó lai tạp, chưa được coi là một giống chó và cũng chưa được bất cứ hiệp hội nào công nhận, không có tiêu chuẩn. Nhóm chó này ngay lập tức được người Mỹ ưa chuộng vì tính thông minh, trung thành và quan trọng nhất là vô cùng gan dạ. Ở Mỹ nó được gọi với những cái tên: Pit Dog, Pit Bull Terrier, American Bull Terrier, hay Yankee Terrier.
Và Bull và Terrier còn được giới đấu chó vô cùng ưa chuộng (cho đến ngày hôm nay), một phần những giống chó khác nổi tiếng trên các sàn đấu chó các nước khác bị mất mát dần, mất giống và lai tạp khi luật cấm đấu chó được áp dụng khắp mọi nơi, Bull và Terrier lại càng có cơ hội trong giới đấu chó bất hợp pháp ở Mỹ. Vào năm 1898 hiệp hội UKC của Mỹ công nhận nhóm chó Bull và Terrier với cái tên American Pit Bull Terrier, mãi đến năm 1935 hiệp hội KC của Anh, quê hương của Bull và Terrier, mới công nhận nhóm chó này với cái tên Staffordshire Bull Terrier vì Staffordshire là một vùng của nước Anh, nơi được coi là cái nôi xuất phát của giống chó này, vào năm 1936, hiệp hội AKC của Mỹ mới công nhận nhóm chó này với cái tên Staffordshire Terriers.
AKC cho rằng cái tên Pit bull có chữ Pit nhắc tới thời kỳ dã man đấu chó, không còn thích hợp vơi thời đại mới và chủ trương của AKC, AKC cũng cho rằng Pit bull là tên của một nhóm chó dùng để đấu bò chứ không phải là của một giống chó. Từ thời điểm này một giống chó mang đến ba cái tên khác nhau của 3 hiệp hội, và phát triển theo 3 hướng khác nhau. Những con Staffordshire Terriers của Mỹ được nhân giống chọn lọc để chuyên đi show và theo sở thích của người Mỹ nên ngày càng to con hơn họ hàng của chúng Anh, vì vậy năm 1972 AKC đã đổi tên giống chó này thành American Staffordshire Terrier để phân biệt với Staffordshire Bull Terrier bên Anh. Còn Pit Bull của UKC thì phát triển theo hướng thể thao như kéo vật nặng, bắt banh nên thân hình thon gọn hơn.

## Đặc điểm
Chúng cao từ 17 - 19 inches (43 – 48 cm), chó cái cao 16 – 18 inches (41 – 46 cm), cân nặng từ 57 – 67 pounds (25 – 30 kg). Chiều cao lý tưởng của chó đực từ 46 – 48 cm, chó cái từ 43 – 46 cm. Là giống chó có cơ bắp rất phát triển, chắc lẳn, nhanh nhẹn và đặc biệt mạnh mẽ so với vóc dáng của chúng. Chúng có đầu to, khoẻ mạnh, mõm ngắn và hàm khoẻ cứng, răng khoẻ và sắc xếp thành hình răng cưa.. Tai thường bị kiền lại từ nhỏ. Mắt tròn, đen. Đuôi thon nhọn về chóp. Tai dựng đứng. 

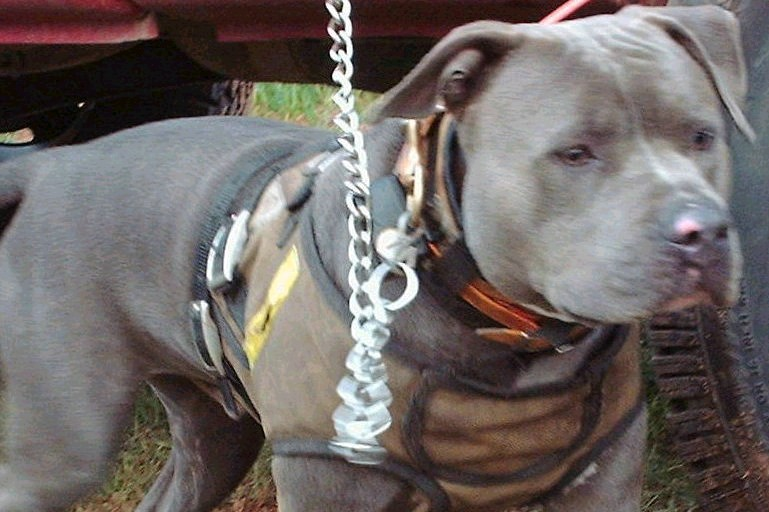
thợ săn heo

Lông ngắn, dày và bóng mượt. lông có nhiều màu khác nhau, nhưng phần lông màu trắng không được chiếm hơn 80%, lông có hơn 80% màu trắng, đen có đốm vàng và nâu không được khuyến khích. Bộ lông có mức độ rụng lông vừa phải. Bộ lông ngắn mượt rất dễ chăm sóc, chỉ tắm khi cần thiết. Chúng khoẻ mạnh, ít bệnh tật, dễ nuôi nhưng có thể gặp một số bệnh liên quan đến di truyền, một số bệnh thường gặp ở giống chó này là bệnh hở xương hông và xương cùi chỏ (hip dysplasia và elbow dysplasia), hay bệnh tim. Chúng sống khoảng 10 - 12 năm.

## Tập tính
Chó sục Pit bull Mỹ là giống chó vui vẻ, hoà đồng, kiên định và đáng tin cậy, chúng thông minh và yêu quý người. Đây là giống chó trung thành và yêu quý gia chủ, yêu trẻ. Chúng luôn tìm cách để làm vừa lòng chủ nhân do thành quả của hơn 50 năm lai tạo giống, đã tạo ra giống chó như vậy. Chúng cũng là người sẵn sàng can đảm chiến đấu để bảo vệ chủ và tài sản được giao phó cho đến cùng. Giống chó này có sức đề kháng rất cao với các vết thương.
Nếu không được dạy dỗ chu đáo, chúng có thể trở nên rất hung dữ. Tương đối ương bướng, vì vậy cần có một chủ nhân mạnh mẽ và biết cách huấn luyện chúng một cách bài bản. Nhưng cũng như tất cả các giống chó có lịch sử đấu chó, người nuôi cần phải hiểu biết về giống chó này, biết huấn luyện vì tính tình hung dữ của tổ tiên có thể còn tiềm ẩn trong người nó, và có thể trỗi dậy nếu bị đánh thức hay huấn luyện không đúng cách.
Chúng khá tích cực và có thể thích hợp với điều kiện sống kiểu căn hộ nếu có không gian dành cho nó tập luyện. Loài chó này thích hợp với thời tiết ấm áp. Chúng cần có các hoạt động tích cực và đều đặn. Nên đeo rọ mõm và dắt chúng bằng xích khi đi dạo phố để tránh xung đột với các loài chó khác. Do rất năng động nên cần có không gian để vận động hay dắt đi dạo thường xuyên.